# ميكائيل (لاعب كرة قدم)
ميكائيل (بالبرتغالية: Mikael Severo Burkatt) هو لاعب كرة قدم برازيلي في مركز الوسط يلعب في نادي الإمارات، ولد في 26 أبريل 1993 في ريو غراندي دو سول في البرازيل. لعب مع نادي يبيرانغا ونادي الإمارات.

## وصلات خارجية
- ميكائيل (لاعب كرة قدم) على موقع Soccerway.com (الإنجليزية)